# Circonscription de Shambu
La circonscription de Shambu est une des 177 circonscriptions législatives de l'État fédéré Oromia, elle se situe dans la Zone Horo Gudru. Sa représentante actuelle est Belaynesh Garoma Qelbesa.